# Marguerite Moore
Pour les articles homonymes, voir Moore.
Marguerite Moore, née Nagle le 7 juillet 1846 et morte le 6 février 1933, est une oratrice, patriote et militante catholique irlandaise. Nationaliste et suffragiste, elle fut surnommée la « première suffragette ». 

## Biographie

### Premières années et éducation
Marguerite Moore est née le 7 juillet 1846 à Waterford, dans le comté de Waterford, en Irlande. Elle devient orpheline à l'âge de 12 ans et est inscrite au pensionnat du couvent du Sacré-Cœur à Roscrea. Elle épouse plus tard John Henry Moore et déménage à Moville, dans le comté de Donegal. Elle devient une membre fondatrice de la branche locale de la Ladies' Land League ,.

### Militantisme en Irlande
À la suite de la Grande famine irlandaise et de la « guerre agraire » qui suit, le mouvement nationaliste irlandais se développe. En 1881, Charles Stewart Parnell et le reste des dirigeants nationalistes, nationaux et locaux sont en prison, et l’existence de la grande organisation qu’ils ont bâtie, la Home Rule League (en), est menacée. Anna Catherine Parnell (en), la sœur de Charles Stewart Parnell, appelle les femmes d'Irlande à participer à la lutte. 
Marguerite Moore milite pour conserver les métayers irlandais dans leurs exploitations et pour secourir les fermiers déjà expulsés. Elle voyage dans toute l'Irlande, enseignant la doctrine de la Irish National Land League (en) et apportant de l'aide aux victimes des expulsions des propriétaires terriens. Ses interventions dans les grandes villes d’Angleterre et d’Écosse se font face à une foule nombreuse. Après douze mois de campagne, elle a été arrêtée et condamnée à six mois d'emprisonnement à la prison Tullamore, en Irlande. Refusant sa libération sous caution, elle a purgé toute sa peine. À l’été 1882, lorsque Charles Stewart Parnell et ses partisans sont libérés de prison, les femmes leur rendent leurs responsabilités politiques. 

### Militantisme à New York
Deux ans plus tard, Mme Moore, accompagnée de sa famille composée de quatre filles et de deux garçons, déménage aux États-Unis. Elle y acquiert une réputation d'oratrice sur les questions sociales, le droit de vote des femmes, ou les questions du travail et de la réforme agraire. Elle s’intéresse profondément à la politique américaine, en tant que partisane de la doctrine de l’impôt unique. Elle joue un rôle important dans les campagnes électorales de la ville de New York de 1886-87, participant à deux ou trois réunions chaque soir.  Avant et après 1916, elle travaille comme collectrice de fonds et conférencière publique, et est active dans les manifestations. En 1920, elle participe à une grève de trois semaines et demie. 
Elle est vice-présidente de l'Universal Peace Union, membre du Woman's Press Club of New York City (en), trésorière et secrétaire de la branche Parnell de la Ligue nationale Irlandaise (en), et une éminente membre de la société littéraire de New York. 